# アルフォンセ・マサンバ＝デバ

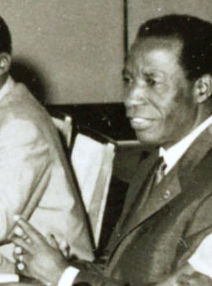
Alphonse Massamba-Débat

アルフォンセ・マサンバ＝デバ（Alphonse Massemba-Débat、1921年 - 1977年3月25日） は、コンゴ共和国の政治家。同国大統領を務めた。

## 8月革命(1963年)による政権誕生
コンゴ共和国は独立後、フルベール・ユールー政権の下で南部重視・北部の冷遇が続き、政権は腐敗した。これに対し、北部人を主体として反政権デモが拡大し、1963年8月、軍部もユールーを見放して政権は崩壊(コンゴ8月革命)。ユールー辞任後、ユールー政権の元閣僚であるマサンバ＝デバが臨時政府の首班となり、大統領に選出された（1963年12月19日）。

## 穏健路線の破綻と失脚
マサンバ＝デバ政権は穏健な社会主義を掲げ、反フランス・反資本主義路線を採った。共産主義者や左派民兵組織は当初、マサンバ＝デバを支える立場にあった。
マサンバ＝デバは｢革命国民運動(MNR)」を結成し（1964年1月）、一党体制を築いた。しかし、MNRの若年層の一部はキューバ支援により民兵を組織し、過激化した。このことはマサンバ＝デバ政権の支持者に亀裂をもたらし、民兵の代表アンブローズ・ヌマザレイ首相（任1966-1968）は大統領との対立を激化させた。マサンバ＝デバはヌマザレイを首相から解任し（1968年1月）、左派からの攻撃を受ける一方、軍部のマリアン・ングアビ大尉とも対立を深めて孤立化した。
1968年8月、マサンバ＝デバはクーデター容疑でングアビを逮捕するが、逆に兵士の反乱で釈放を強要され、ングアビが実権を掌握した。マサンバ＝デバは大統領を辞任した（1968年9月4日）。
ングアビ暗殺事件（1977年3月）の際、マサンバ＝デバは暗殺への関与を疑われ、処刑された。